# Синявець Коридон
Синявець Коридон (Lysandra coridon) — вид денних метеликів родини синявцевих (Lycaenidae).

## Поширення
Вид поширений на значній частині Європи за винятком Ірландії, Шотландії, Скандинавії, більшої частини Піренейського півострова та півдня Італії.

## Опис
Довжина переднього крила 15-20 мм.

## Спосіб життя
Населяє степові луки. Метелики літають з кінця червня до середини серпня. Гусінь живиться на бобових, потім паразитує у гніздах мурах.